# Fox McCloud
Fox McCloud (フォックス・マクラウド Fokkusu Makuraudo?) es un zorro antropomórfico y protagonista de la serie de videojuegos Star Fox. Fue creado por Shigeru Miyamoto y diseñado por Takaya Imamura.

## Apariencia física
Fox usa una chaqueta de vuelo y un casco-comunicador en Star Fox, Star Fox 2 y Star Fox 64. Mantiene esta apariencia en la serie Super Smash Bros.. En Adventures, su apariencia fue modificada ligeramente. Ya no trae puesto el casco, y tiene unos pantalones muy ajustados de color verde, además viste un chaleco en lugar de una chaqueta, también usa unos guantes sin dedos. Asimismo utiliza una rodillera en su pierna izquierda. En Star Fox: Assault, Fox usa un traje rojo y verde así como un chaleco gris y un cinturón con cartuchera, aparentemente como armadura ligera. Lleva coderas y rodilleras y tiene un comunicador en su muñeca. En la espalda carga una mochila para llevar artefactos entre los que destaca un visor. En Star Fox Command, Fox vuelve a usar su chaqueta de vuelo y dispositivo de comunicación de los antiguos juegos de Star Fox. En Super Smash Bros. Brawl utiliza un traje muy similar al visto en Star Fox 64 pero con más detalles, tales como un comunicador y un casco más moderno, al igual que una funda colgada del cinturón en donde guarda el Blaster.

## Historia

### Primeros años
Fox es originario del planeta Corneria, el cuarto del sistema solar Lylat. Es el comandante del equipo de pilotos mercenarios Star Fox, a las órdenes del General Pepper. Su padre era James McCloud, líder original y fundador del equipo quien, según la historia en Star Fox 64, fue capturado y se presume que asesinado por su archinemesis, Andross. En los juegos nunca se ha hablado de su madre, pero en los cómics de la revista Nintendo Power se decía que el nombre de esta era Vixy Reinard, y que murió asesinada accidentalmente por Andross, pese a que algunos fanes no consideran esto como parte de la historia oficial. Fox aprendió de su padre el estilo de vida de luchar y nunca darse por vencido, algo que recuerda a menudo cuando las cosas se ponen difíciles. Aunque no es tan serio como su padre, siempre muestra un alto sentido del deber y la responsabilidad, y siempre está dispuesto a salir a apoyar a sus compañeros no importando la situación.
Durante su adolescencia, Fox formaba parte de la Academia de vuelo Corneriana, junto con su amigo Bill Grey. Cuando el general Pepper envió al equipo Star Fox a investigar la extraña actividad en Venom, Pigma Dengar traicionó a sus compañeros, siendo James McCloud y Peppy Hare capturados por Andross. Peppy apenas logró escapar de Venom, y regresó a Corneria para informarle a Fox del destino de su padre. Al oír estas noticias, Fox dejó la academia para vengar a su padre, y Peppy lo tomó bajo su custodia y comenzó a entrenarlo. Posteriormente, Fox y Peppy reclutan a Falco Lombardi y Slippy Toad, y juntos forman un nuevo equipo Star Fox.

### Star Fox 64
Andross declara la guerra a Corneria y lanza un ataque masivo al sistema Lylat. Fox encabeza al equipo Star Fox, a lo largo de una serie de misiones para detener al malvado autoproclamado emperador. Durante la travesía, se revela su amistad con Bill Grey, así como también su rivalidad con Wolf O'Donnell, líder del equipo Star Wolf.
Después de un largo camino, finalmente llegan a Venom. A pesar de las protestas de sus compañeros, Fox decide tomarse el asunto por su propia mano y entra solo a la base a enfrentar a Andross. Con mucho esfuerzo, consigue derrotarlo, pero el malvado emperador rehúsa caer solo, y trata de llevarse a Fox con él activando un mecanismo de autodestrucción en la base. Pero cuando Fox cree que todo está perdido, oye la voz de su padre "Never give up, trust your instincts", que traducido al español sería "Nunca te rindas, confía en tus sentidos". El Arwing de James aparece de la nada, y ayuda a Fox a escapar de la base a salvo, pero cuando Fox regresa con sus compañeros, esta ha desaparecido. Fox no sabe realmente qué fue lo que pasó, si se trató de una alucinación, si su padre realmente estaba vivo o se trató de alguna clase de fantasma o aparición, pero finalmente decide no tomarle importancia al asunto, y regresa a casa junto con sus compañeros.
De regreso en Corneria, el general Pepper le ofrece a Fox y sus compañeros un lugar en el ejército Corneriano, pero Fox amablemente rechaza la oferta, argumentando que prefieren hacer las cosas a su manera.

### Star Fox Adventures
En Star Fox Adventures, 8 años después de derrotar a Andross, el equipo Star Fox pasa por una grave crisis económica. Sus Arwings y el Great Fox están muy deteriorados a causa de escasez de fondos. En el momento más oportuno, el general Pepper les trae una misión que cumplir. El planeta Sauria (también conocido como Dinosaur Planet), se está destruyendo gradualmente, y si continúa así, podría dañar a los planetas vecinos, por lo que su misión es evitar que eso ocurra. Fox decide aceptar la misión y desciende a la superficie del planeta a investigar.
Una vez abajo, Fox se encuentra con el bastón de Krystal quien telepáticamente lo contacta sobre como utilizarlo, con lo que este se convertirá en su principal arma a lo largo de esta misión. Finalmente, descubre que no solo deberá salvar a Sauria, sino también a Krystal, quien quedó aprisionada al comenzar a liberar a los espíritus Krazoa. Con ayuda de su nuevo amigo Tricky, logra su objetivo, volviendo a unir a Sauria y liberando a Krystal, pero cual será su sorpresa al descubrir que al hacerlo, también liberó a su malvado enemigo, Andross, quien había sido el verdadero responsable de lo ocurrido. Fox inmediatamente aborda su Arwing y sale hacia el espacio para terminar con él de una vez por todas.
Andross regresa con sed de venganza contra el joven McCloud, pero justo cuando más lo necesitaba, Falco Lombardi quien había abandonado el equipo tiempo atrás, viene para ayudarle, y juntos lo derrotan. Falco regresa al equipo, y el general Pepper les envía su paga por un trabajo bien hecho. Por si no fuera suficiente, Krystal aparece para darle las gracias personalmente por lo que hizo por ella, y decide unirse al equipo. Aparentemente, el equipo usó la recompensa de la misión para reparar el Great Fox, al igual que para actualizar las Arwings y los Landmasters.

### Star Fox: Assault

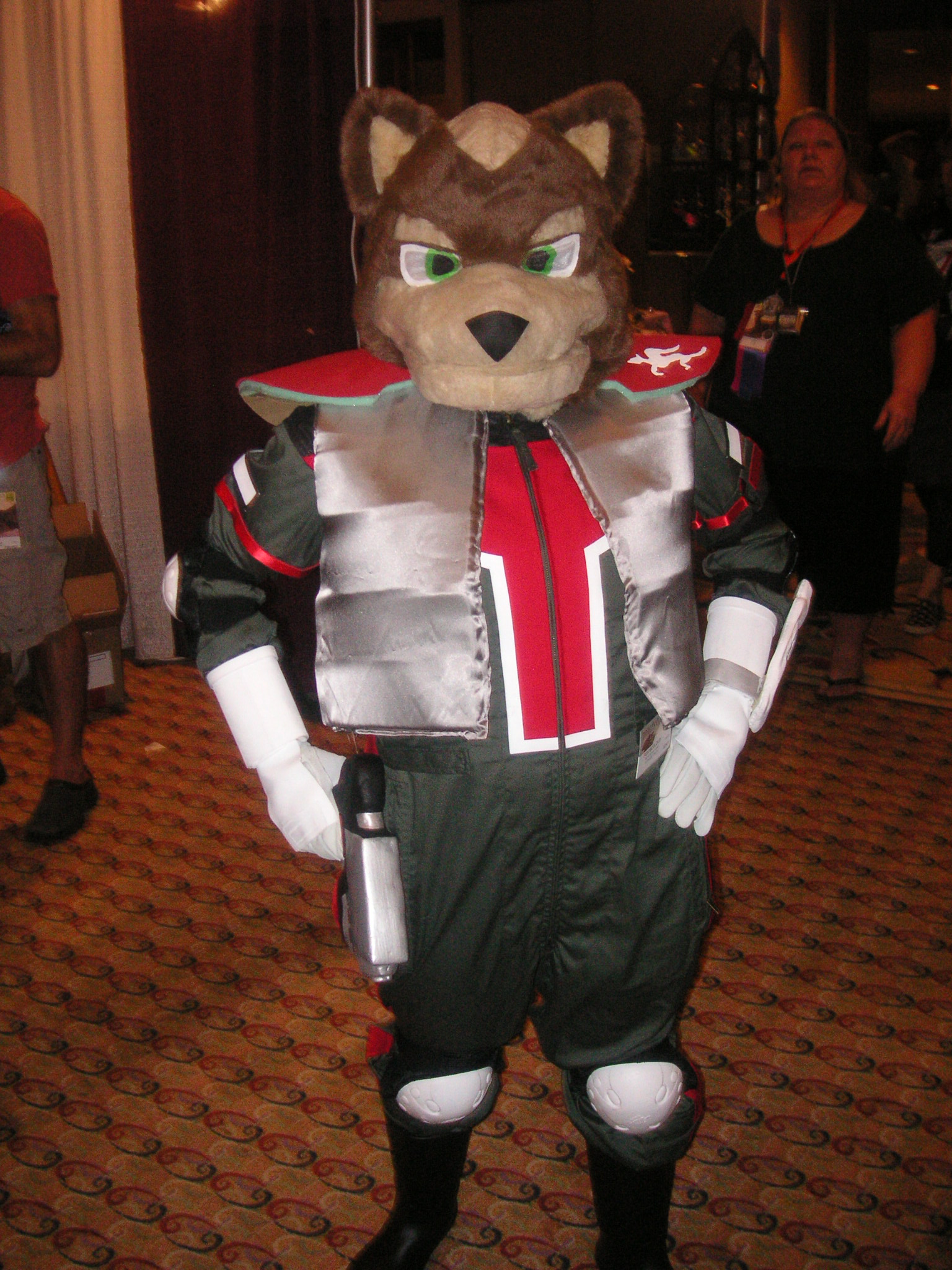
Cosplay de Fox McCloud

Un año más tarde, en Star Fox: Assault, Andrew Oikonny, sobrino de Andross y antiguo integrante de Star Wolf, ha iniciado una rebelión para continuar con lo que iniciara su tío años atrás. El ejército corneriano está teniendo dificultades, por lo que el General Pepper llama al equipo Star Fox para ayudarlos a detenerlo. Pero lo que empezara como simplemente una rebelión, se convertirá en una gran guerra a gran escala, cuando descubran que ha aparecido un nuevo enemigo: Los Aparoids, una especie de parásitos espaciales, o mejor dicho, máquinas parasitarias, que no buscan otra cosa sino apoderarse de todo cuanto se les ponga enfrente.
Empezando por investigar de este nuevo enemigo al que se enfrentan, Fox responde a una llamada de auxilio en el puesto de comando en Katina. Pero esto resultó ser una farsa, ya que cuando Fox derrota a los Aparoids en el lugar, Pigma Dengar, el mismo que traicionara a su padre años atrás, sale de su escondrijo y roba la memoria del Aparoid que planeaban usar para investigar. Fox lo rastrea hasta un escondite de bandidos en la zona espacial Sargasso, donde tiene un encuentro con Star Wolf. Tras vencerlos, finalmente sigue a Pigma hasta el cinturón de asteroides, donde tiene el shock de su vida al ver que los Aparoids se han apoderado de él y lo han convertido en uno más de ellos. Superando la conmoción, Fox lo derrota y obtiene la memoria que estaban buscando.
Mientras van camino a Corneria, Krystal percibe gritos de agonía desde Sauria, por lo que Fox y ella descienden para detener la amenaza. Tienen un breve reencuentro con Tricky, ahora crecido, que se pone a molestar un poco a Fox insinuándole que está de luna de miel con Krystal.
De regreso a Corneria, descubren que los Aparoids aprovecharon su ausencia para atacar el planeta, y han tomado el control de la capital. Han bloqueado la señal del radar y las comunicaciones, y la única forma de enviar algún tipo de rescate es eliminado a los bloqueadores de señal. Fox desciende y asume la tarea, una vez que lo logra, Peppy Hare le manda una Arwing para que termine la misión, pero los Aparoids lo emboscan antes que pueda hacerlo, y cuando todo está a punto del caos, Wolf aparece para salvarlo. Desde el ala izquierda de la Wolfen, Fox debe terminar con la amenaza, incluyendo, para su consternación, a un infectado General Pepper al que enfrentan, sin embargo el general no muere ya que en el momento en que su nave se va a estrellar aparece Peppy y amortigua el aterrizaje con su Arwing.
Antes de entrar a la base de los aparoids, la reina hace una especie de pared para que ellos no puedan pasar, luego, Peppy y ROB van en la Great Fox y chocan contra la pared y la Great Fox explota con Peppy y ROB.
En la puerta orbital, Fox nuevamente es asistido por Wolf y su equipo quienes se sacrifican para defender la estación de un ataque de misiles, y más adelante en el planeta de los Aparoids para llegar con la reina, quien es el origen de toda la especie. 
La reina intenta bloquear mentalmente a Fox y a sus amigos usando las voces de sus compañeros, Aparece también el padre de fox como una voz persuadiéndolo a rendirse, Falco le dice que no lo escuche porque sabe que su padre está muerto. Antes que Falco termine la oración, Fox dice "el nunca me diría algo así". Fox le dispara el programa de autodestrucción diseñado por el padre de Slippy, Beltino, pero este resulta inefectivo al principio. Rehusando darse por vencido, Fox y sus compañeros luchan con todo lo que tienen, y acaban con ella, y con toda la amenaza de una vez por todas. Habiendo escapado a salvo del planeta, Fox le da las gracias a sus compañeros.
Antes de irse encuentran a Peppy y a ROB en una nave.

### Star Fox Command
Varios años después de los eventos en Star Fox: Assault, el equipo Star Fox se ha disuelto y los miembros se han ido cada uno por su lado. Una nueva amenaza, una raza de seres llamados Anglars, que residen en los océanos de ácido en Venom, aparentemente como resultado de uno de los últimos experimentos de armas biológicas de Andross, ha comenzado un nuevo conflicto en todo el sistema Lylat. Fox valientemente toma la decisión de enfrentarse a ellos, pero pronto se da cuenta de que él solo no va a poder contra estos nuevos enemigos, por lo que deberá unir fuerzas con viejos amigos (y rivales) así como algunos nuevos para terminar con esta guerra. Además el echa a krystal del equipo porque sabría que estar en él era muy peligroso y no quería arriesgarla
Debido a que el juego tiene 9 finales diferentes, no se sabe qué camino tomarán Fox y compañía. Sin embargo, los desarrolladores han dicho que es probable que el próximo juego de la serie ignore los finales y retome la historia "desde el medio".

## Vida amorosa
En los cómics de Nintendo Power, Fox tenía lo que los fanes podrían considerar una relación sentimental con Fara Phoenix. Aunque algo ambiguas, es obvio que ambos se daban muestras de afecto el uno por el otro, por la manera como suelen tratarse a lo largo de los cómic. Sin embargo, los cómics no van dentro de la trama, ya que Star Fox 64 reemplazó la historia del Star Fox original.
En Star Fox Adventures, se podía ver que surgiría una relación con Krystal cuando la encontró aprisionada en el palacio Krazoa la primera vez (al referirse a ella como "hermosa" y quedarse mirándola por varios segundos además de preguntarse:¿Que rayos estoy haciendo? insinuando que se olvidó de lo que estaba haciendo al verla antes de que Peppy lo llamara y le dijera que volviera al trabajo). Al final, cuando Krystal llega a darle las gracias personalmente, ROB percibe con sus sensores que la temperatura de Fox se incrementa al acercarse Krystal, aunque intenta disimularlo, los otros pueden ver que comienza a sentir atracción por ella. De acuerdo con un audio no usado en Adventures, Fox y Krystal originalmente iban a tener una relación mucho más profunda, sin embargo, esto fue rechazado al último momento por razones desconocidas.
En Star Fox: Assault, la relación entre Fox y Krystal parece haber avanzado (aunque no es parte importante de la historia), se puede notar el afecto de Krystal en su deseo constante de querer ayudar a Fox (como pretexto para estar con él), y también en la misión de Sauria ella le dice de manera algo coqueta "Finalmente una misión juntos". Fox sin embargo se muestra bastante tímido si surge algo personal entre los dos, tratando más bien de despistar si Krystal le coquetea. La atracción de Fox hacia Krystal se hace notar mayormente en la escena final de Sauria, cuando Tricky les dice "yo me encargare de las cosas aquí para que puedan volver en su luna de miel", Fox comienza a decirle de manera frenética y enredada que "todavía no" han llegado a eso. Tricky hace énfasis de manera burlona en el "todavía no", con lo que Fox intenta cambiar el tema. Krystal por su parte simplemente se reía al ver a Fox tan descontrolado, mostrando que realmente no le molestaba para nada, sino que más bien le hacía gracia.
En Star Fox Command, el prólogo narra que Fox y Krystal realmente se amaban y querían estar juntos. Sin embargo, preocupado por su seguridad, Fox le pide a Krystal que abandone el equipo. Destrozada, Krystal huye y abandona a Fox, y este no sabe más de ella hasta mucho tiempo después.
Dependiendo de qué ruta tome el jugador, Krystal puede o no reconciliarse con Fox al final. En algunos finales, ella lo abandona, mientras que en otros, Krystal decide perdonarlo y darle otra oportunidad.

## Enemigos de Fox
El principal antagonista de Fox es Andross. Esto puede deberse a razones personales, ya que Andross asesinó a su padre, James McCloud; o quizás Fox simplemente lo odia por todo el daño que ha causado. Fox ha demostrado mucho desprecio por Andross cada juego (incluso en los juegos en los que Andross ni siquiera aparece).
Fox también sostiene una rivalidad con Wolf O'Donnell y su equipo, Star Wolf. La razón del origen de esto no está explicada, pero los fanes asumen que ambos ya eran rivales desde hace algún tiempo, de hecho, en la adaptación del cómic de Star Fox 64 se decía que probablemente Wolf tuviera algo que ver con la desaparición de James. En Star Fox 64, Wolf era simplemente otro enemigo más al que Fox debía enfrentarse para continuar su camino, dicho sea de paso uno de los más difíciles. En los últimos juegos ambos han desarrollado un cierto respeto como rivales; por ejemplo, en Star Fox: Assault, Wolf y los suyos ayudaron a Fox y su equipo en varias de las misiones. Wolf aún sigue siendo bastante apático con Fox y no repara en insultarlo diciéndole cosas como "¡Perro estúpido!" y "Quita esa estúpida expresión de tu cara!" En Star Fox Command, Wolf aun retiene su respeto por Fox, aunque dependiendo de la ruta que elija el jugador, puede o no mostrarlo más abiertamente.
Fox solamente se ha enfrentado a otros tres antagonistas (Asumiendo que se incluya a Andrew Oikonny como parte del equipo Star Wolf): el General Scales, la Reina de los Aparoids y el Emperador Anglar. A diferencia de Andross y Star Wolf, Fox no tiene ninguna conexión personal con ninguno de ellos.

## SerieSuper Smash Bros.
Fox McCloud ha aparecido en todas las ediciones de Super Smash Bros. hasta la fecha. En los dos primeros juegos, usaba su traje de Star Fox 64. Es un personaje rápido y ligero, que aprovecha su velocidad y agilidad. Sus movimientos especiales incluyen: Blaster, su pistola de rayos, el Fire Fox, que es su salto de recuperación, un ataque que lo envuelve en llamas y lo hace volar en la dirección que esté presionado el stick analógico. El Reflector, también llamado popularmente "Shine", o "Deflector" es una estructura hexagonal que electrocuta a los enemigos al activarse, y refleja los proyectiles enemigos. En Super Smash Bros. Melee, es aún más ligero que en el anterior, aunque cae más rápido. En este mismo juego se le agregó otro ataque más, llamado Fox Illusion. Ahora su blaster tiene capacidad de fuego rápido, y los disparos son más veloces, pero los enemigos no retroceden al impacto.
El 3 de noviembre de 2006 en el Nintendo World Tour se confirmó que Fox regresará para Super Smash Bros. Brawl. El atuendo de Fox en Super Smash Bros. Brawl es similar a sus diseños en Star Fox 64 y Star Fox Command, pero mucho más detallado, incluyendo una funda para su blaster, un lente verde en su ojo derecho, y ahora su dispositivo Reflector es visible, colgando de su cinturón. El micrófono de su casco-comunicador aparece del lado derecho en lugar del izquierdo, como había sido en sus apariciones previas. Para su ataque Smash Final, Fox toma el control por unos momentos del Landmaster Tank, que puede elevarse, girar y lanzar poderosos disparos de su cañón.
En el modo Aventura de Brawl, el Emisario del Subespacio, Fox aparece al inicio atacando la nave Halberd en su Arwing, ya que es la fuente de los Primidos. Tras una corta batalla, Fox es derribado, y se estrella en la jungla. Aquí Fox salva a Diddy Kong de Rayquaza enfrentándose los 2 contra él.
Diddy Kong, le pide a Fox que lo ayude a rescatar a Donkey Kong, que ha sido capturado por Bowser, pero Fox rehúsa al inicio y luego decide ayudarlo. Tras enfrentarse a diversos enemigos se encuentran con Bowser, pero resulta ser un clon falso que luego de ser derrotado Bowser aparece con un arma que los podía transformar en trofeos de un tiro, así que Fox agarra a Diddy Kong y se aleja por el momento. Entonces avanzan a través de la jungla otra vez y son emboscados por Bowser de nuevo, quien logra dispararle a Diddy Transformándolo en trofeo. Luego Bowser manda a los Shadow Bugs (insectos oscuros) hagan un clon gigante de Diddy Kong usando el trofeo. Sin embargo, Falco aparece desde el Cielo y destruye el arma de Bowser obligándolo a retirarse, y ayuda a Fox y Diddy Kong a derrotar al clon gigante. Diddy luego obliga a Falco a que lo acompañe a buscar a D.K. Luego al encontrar a D.K. resulta ser que se lo llevan en una plataforma flotante a la isla de los antiguos. Así que Falco decide llevar a Diddy Kong a donde D.K. con su Arwing.
Luego de eso Fox y Falco regresan a enfrentarse a Halberd, donde Fox lanza su segundo ataque. Desafortunadamente, la Princesa Peach está cerca de donde Fox apunta, por lo que Sheik salta al Arwing de Fox y golpea la ventana, haciendo a Fox salir de su Arwing, causando que casi peleen entre ellos 2.
Pero Peach interviene, sirviéndoles una taza de té a los 2, Luego un montón de clones de Mr. Game & Watch salén por las ventanas de Halberd y se transformen en un monstruo llamado Duon.
Luego sale Lucario, Solid Snake y Falco Lombardi haciendo equipo con Peach, sheik y Fox para lograr vencerlo. Cuando logran vencerlo, aparece el trofeo del Mr. Game & Watch original, el Cual Peach despierta, haciendo que se una al grupo para salvar el mundo. Luego de unirse con los otros personajes de otros grupos, Todos se montan en sus naves y atraviesan la esfera del Subespacio, donde Tabuu los transforma en trofeos. Y luego son salvados más tarde por el Rey Dedede, Luigi y Ness quienes despiertan por unas medallas creadas por Dedede. Kirby despierta gracias a solo a través de una de las medallas que se trago y después se encuentran Con Luigi, Ness y Dedede después de recuperar a algunos jugadores.
Fox y Falco entonces ayudan a los otros a destruir a los Clones del laberinto creado por Tabuu y así luego poder enfrentarse a él, para salvar al mundo.

## Apariciones en Videojuegos
Hasta la fecha, estos son los juegos en los que ha aparecido Fox.
- Star Fox (SNES - 1993)
- Star Fox 2 (SNES - 1995, no estrenado)
- Star Fox 64 (N64 - 1997)
- Super Smash Bros. (N64 - 1999)
- Super Smash Bros. Melee (GC - 2001)
- Star Fox Adventures (GC - 2002)
- Star Fox: Assault (GC - 2005)
- Star Fox Command (NDS - 2006)
- Super Smash Bros. Brawl (Wii - 2008)
- Star Fox 64 3D (N3DS - 2011)
- Super Smash Bros. para Nintendo 3DS y Wii U (N3DS/Wii U - 2014)
- Star Fox Zero (Wii U - 2016)
- Super Smash Bros. Ultimate (Switch-2018)
- Starlink: Battle for Atlas (Switch-2018)

## Actores de voz
La voz de Fox ha sido hecha por varios actores:

### Actores en inglés
- Dan Owsen en Star Fox
- Mike West en Star Fox 64, Star Fox 64 3D, SuperSuper Smash Bros. for Wii U/3DS y Super Smash Bros. Ultimate
- Shinobu Satouchi en Super Smash Bros.
- Steve Malpass en Super Smash Bros. Melee y Star Fox Adventures
- Jim Walker en Star Fox: Assault y Super Smash Bros. Brawl

### Actores japoneses
- Shinobu Satouchi en Star Fox 64, Super Smash Bros. y Super Smash Bros. Melee
- Kenji Nojima en Star Fox: Assault y Super Smash Bros. Brawl
- Takashi Ōhara en Star Fox 64 3D

### Actores en español
- Andrés Esparza en Star Fox 64 3D (Latinoamérica)
- Ángel de Gracia en Star Fox 64 3D (España)

- Datos: Q2081430